# Andover (condado de Essex, Massachusetts)
Andover é um lugar designado pelo censo localizado no condado de Essex no estado estadounidense de Massachusetts. No Censo de 2010 tinha uma população de 8.762 habitantes e uma densidade populacional de 897,83 pessoas por km².

## Geografia
Segundo a Departamento do Censo dos Estados Unidos, Andover tem uma superfície total de 9.76 km², da qual 9.55 km² correspondem a terra firme e (2.15%) 0.21 km² é água.

## Demografia
Segundo o censo de 2010, tinha 8.762 pessoas residindo em Andover. A densidade populacional era de 897,83 hab./km². Dos 8.762 habitantes, Andover estava composto pelo 89.44% brancos, o 1.75% eram afroamericanos, o 0.07% eram amerindios, o 5.11% eram asiáticos, o 0.1% eram insulares do Pacífico, o 1.48% eram de outras raças e o 2.04% pertenciam a duas ou mais raças. Do total da população o 4.28% eram hispanos ou latinos de qualquer raça.